# 31980 Axelfeldmann
2000 HJ14 (asteroide 31980) é um asteroide da cintura principal. Possui uma excentricidade de 0.17036330 e uma inclinação de 3.54441º.
Este asteroide foi descoberto no dia 28 de abril de 2000 por LINEAR em Socorro.